# Bo Burnham
Robert Pickering Burnham, detto Bo (Hamilton, 21 agosto 1990), è un comico, attore, cantautore, sceneggiatore e regista statunitense.

## Biografia
Il più giovane di tre figli, Burnham si diploma alla St. John's Preparatory School di Danvers nel 2008, e frequenta la Tisch School of the Arts dell'Università di New York. A partire dal 2006 raggiunge la notorietà con i suoi video su YouTube, scrivendo e cantando canzoni comiche e satiriche politicamente scorrette.
Nel 2008 firma un contratto di quattro dischi con Comedy Central Records e pubblica il suo EP di debutto, Bo Fo Sho. L'anno successivo esce il suo primo album vero e proprio, Bo Burnham. Nel 2010 è invece pubblicato il suo secondo album, intitolato Words Words Words come il suo primo spettacolo comico dal vivo, che è trasmesso su Comedy Central nello stesso anno. Il suo terzo album e secondo spettacolo comico, what., è pubblicato nel 2013 sul suo canale YouTube e su Netflix. Nel 2016, sempre su Netflix, viene rilasciato il suo terzo spettacolo comico intitolato Make Happy, accolto con recensioni molto positive.
Oltre alla sua carriera da comico e musicista, nel 2013 Burnham co-idea e interpreta la serie televisiva Zach Stone Is Gonna Be Famous trasmessa da MTV e pubblica un libro di poesie intitolato Egghead: Or, You Can't Survive on Ideas Alone. Nel 2018 avviene il suo debutto alla regia con il film Eighth Grade - Terza media, da lui anche sceneggiato, il quale è mostrato in anteprima al Sundance Film Festival 2018, ottenendo recensioni molto positive da pubblico e critica e ricevendo numerosi premi. Nel 2020, fa parte del cast di Una donna promettente, candidato all'Oscar per il miglior film. Nel giugno 2021 esce su Netflix il suo speciale Bo Burnham: Inside, girato durante la pandemia di Covid-19, che riceve critiche positive universali.

## Filmografia

### Attore
- Funny People, regia di Judd Apatow (2009)
- American Virgin, regia di Clare Kilner (2009)
- Libera uscita (Hall Pass), regia di Peter e Bobby Farrelly (2011)
- Adventures in the Sin Bin, regia di Billy Federighi (2012)
- Zach Stone Is Gonna Be Famous – serie TV, 12 episodi (2013)
- Parks and Recreation – serie TV, episodio 6x19 (2014)
- The Big Sick - Il matrimonio si può evitare... l'amore no (The Big Sick), regia di Michael Showalter (2017)
- Crazy Night - Festa col morto (Rough Night), regia di Lucia Aniello (2017)
- Una donna promettente (Promising Young Woman), regia di Emerald Fennell (2020)

### Sceneggiatore
- Zach Stone Is Gonna Be Famous – serie TV, episodi 1x01-1x10-1x12 (2013)
- Eighth Grade - Terza media (Eighth Grade), regia di Bo Burnham (2018)
- Bo Burnham: Inside (2021)

### Regista
- Eighth Grade - Terza media (Eighth Grade) (2018)
- Bo Burnham: Inside (2021)

## Discografia

### Album in studio
- 2009 – Bo Burnham
- 2010 – Words Words Words
- 2013 – what.
- 2016 – Make Happy

### Colonne sonore
- 2021 – Inside
- 2022 - The Inside Outtakes
- 2022 - Inside (Deluxe)

### EP
- 2008 – Bo Fo Sho

## Riconoscimenti
- Boston Society of Film Critics
  - 2018 – Miglior regista esordiente per Eight Grade - Terza media
- Chicago Film Critics Association
  - 2018 – Candidatura per il miglior regista rivelazione per Eight Grade – Terza media
  - 2018 – Candidatura per la miglior sceneggiatura originale per Eight Grade – Terza media
- Directors Guild of America Award
  - 2019 – Miglior opera prima per Eight Grade – Terza media
- Grammy Award
  - 2022 – Miglior canzone scritta per un film, televisione o altri media audio-visivi per All Eyes on Me (da Bo Burnham: Inside)
  - 2022 – Candidatura per il miglior film musicale per Bo Burnham: Inside
  - 2024 – Candidatura per il miglior cofanetto o edizione limitata per Inside: Deluxe Box Set
- Hollywood Critics Association
  - 2020 – Candidatura per il miglior attore non protagonista per Una donna promettente
  - 2021 – Miglior sketch, spettacolo di varietà, talk show o speciale commedia/varietà in streaming per Bo Burnham: Inside
- Independent Spirit Awards
  - 2019 – Miglior sceneggiatura d'esordio per Eight Grade – Terza media
- National Board of Review
  - 2018 – Miglior regista esordiente per Eight Grade – Terza media
- Primetime Emmy Awards
  - 2021 – Miglior regia per uno speciale varietà per Bo Burnham: Inside
  - 2021 – Miglior sceneggiatura per uno speciale varietà per Bo Burnham: Inside
  - 2021 – Miglior direzione musicale per Bo Burnham: Inside
  - 2021 – Candidatura per il miglior montaggio video per corti e speciali varietà per Bo Burnham: Inside
  - 2021 – Candidatura per le migliori musiche e testi originali per Bo Burnham: Inside
  - 2021 – Candidatura per il miglior speciale varietà (pre-registrato) per Bo Burnham: Inside
  - 2022 – Candidatura per la miglior regia per uno speciale varietà per Jerrod Carmichael: Rothaniel
- San Diego Film Critics Society Awards
  - 2018 – Candidatura per il miglior regista per Eight Grade – Terza media
  - 2018 – Candidatura per la miglior sceneggiatura originale per Eight Grade – Terza media
- Sundance Film Festival
  - 2018 – Candidatura per il gran premio della giuria: U.S. Dramatic per Eight Grade – Terza media
- Writers Guild of America Award
  - 2019 – Miglior sceneggiatura originale per Eight Grade – Terza media

## Doppiatori italiani
In italiano, Bo Burnham è stato doppiato da:
- Marco Vivio in The Big Sick - Il matrimonio si può evitare... l'amore no, Una donna promettente
- Paolo Vivio in Parks and Recreation